# Peter Luther (Politiker)
Peter Luther (* 10. Mai 1942 in Drohndorf) ist ein deutscher Immunologe und Politiker (CDU). Er war von 1991 bis 2001 sowie von 2006 bis 2011 Mitglied des Abgeordnetenhauses und von 1991 bis 1996 Senator für Gesundheit in Berlin.

## Leben
Luther besuchte die Schulen in Drohndorf, Aschersleben und Eisenach. Nach dem Fachabitur 1962 begann er ein Studium der Physiologie und Landwirtschaft an der Humboldt-Universität zu Berlin, das er 1968 mit der Prüfung als Diplom-Landwirt abschloss. Von 1969 bis 1974 setzte er seine medizinischen Studien als wissenschaftlicher Assistent am Institut für Gerichtsmedizin der Charité in Berlin fort. 1974 wurde er bei Otto Prokop mit einem Thema zur Immunologie zum Dr. rer. nat. promoviert. Von 1975 bis 1979 wirkte er als wissenschaftlicher Mitarbeiter am Forschungsinstitut für Lungenkrankheiten und Tuberkulose im Klinikum Berlin-Buch. 1980 erfolgte die Habilitation zum Dr. sc. (Promotion B).
Luther war von 1979 bis 1985 Oberassistent, von 1985 bis 1990 Abteilungsleiter und im Anschluss Direktor des Forschungsinstitutes für Lungenkrankheiten und Tuberkulose in Berlin-Buch. Bis 1990 veröffentlichte er über 200 wissenschaftliche Arbeiten und Vorträge, des Weiteren zwei Fachbücher zu den Themen Immunologie, Infektionsbiologie, orale Immunisierung, Lektinologie und Tumorbiologie. Von 1996 bis 1997 war er Mitarbeiter beim Verband Forschender Arzneimittelhersteller.
Peter Luther ist in 14. Generation Nachfahre des Bruders des Reformators Martin Luther, Jakob Luther. Er ist verheiratet und hat zwei erwachsene Söhne.

## Politik
Luther ist seit 1963 Mitglied der CDU. Er war von 1992 bis 2001 Vorsitzender des CDU-Kreisverbandes Berlin-Weißensee und des Großbezirkes Pankow-Weißensee-Prenzlauer Berg. 1996 wurde er in den Landesvorstand der CDU Berlin gewählt. Er ist Ehrenvorsitzender der CDU Pankow.
Nach der Wiedervereinigung Deutschlands wurde Luther im Dezember 1990 erstmals in das Berliner Abgeordnetenhaus gewählt. Kurz nach seinem Mandatsantritt wurde er am 24. Januar 1991 Senator für Gesundheit im Kabinett von Eberhard Diepgen. Das Amt übte er als Mitglied des Senates bis Januar 1996 aus. Bei den Wahlen zum Abgeordnetenhaus 1995 und 1999 konnte er sein Mandat verteidigen. Von 1999 bis 2001 war er Vizepräsident des Berliner Abgeordnetenhauses. 2001 schied er zunächst aus dem Parlament aus, dem er von 2006 bis 2011 erneut als Abgeordneter angehörte. Zuletzt war er Mitglied im Ausschuss für Inneres, Sicherheit und Ordnung, im Ausschuss für Gesundheit, Umwelt und Verbraucherschutz und im Unterausschuss Datenschutz und Informationsfreiheit des Ausschusses für Inneres, Sicherheit und Ordnung.

## Ehrungen
1982 wurde er mit dem Rudolf-Virchow-Preis ausgezeichnet.